# William Dawes
William Lancelot Dawes (16 de marzo de 1904-diciembre de 1985) fue un deportista británico que compitió en vela en la clase Flying Dutchman. Ganó una medalla de bronce en el Campeonato Europeo de Flying Dutchman de 1960.

## Palmarés internacional
| Campeonato Europeo | Campeonato Europeo | Campeonato Europeo | Campeonato Europeo |
| Año                | Lugar              | Medalla            | Clase              |
| ------------------ | ------------------ | ------------------ | ------------------ |
| 1960               | Sandhamn (Suecia)  | Medalla de bronce  | Flying Dutchman    |